# Poncha

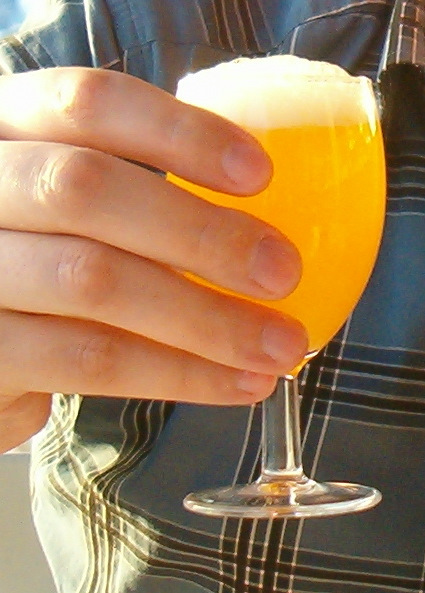
Poncha

Poncha ist ein traditionelles Getränk auf Madeira. Es besteht typischerweise aus Aguardente de cana-de-açúcar, einem madeirischen Brand aus Zuckerrohrsaft, Bienenhonig (seltener Melasse oder Rohrzucker) und einheimischen Orangen und/oder Zitronen in einem wechselnden Mischungsverhältnis von etwa einem Drittel.
Die Poncha wird traditionell mit einem speziellen, „Caralhinho“ genannten Quirl angemischt, der in den auf Poncha spezialisierten Gastwirtschaften öfter auch in vergrößerter Form über der Theke aufgehängt ist.

## Ursprung
Der Name entspringt – wie auch Punsch – dem indischen Begriff für „fünf“. Im 19. Jahrhundert war Poncha auf Madeira ein verbreitetes Getränk unter den madeirischen Familien.

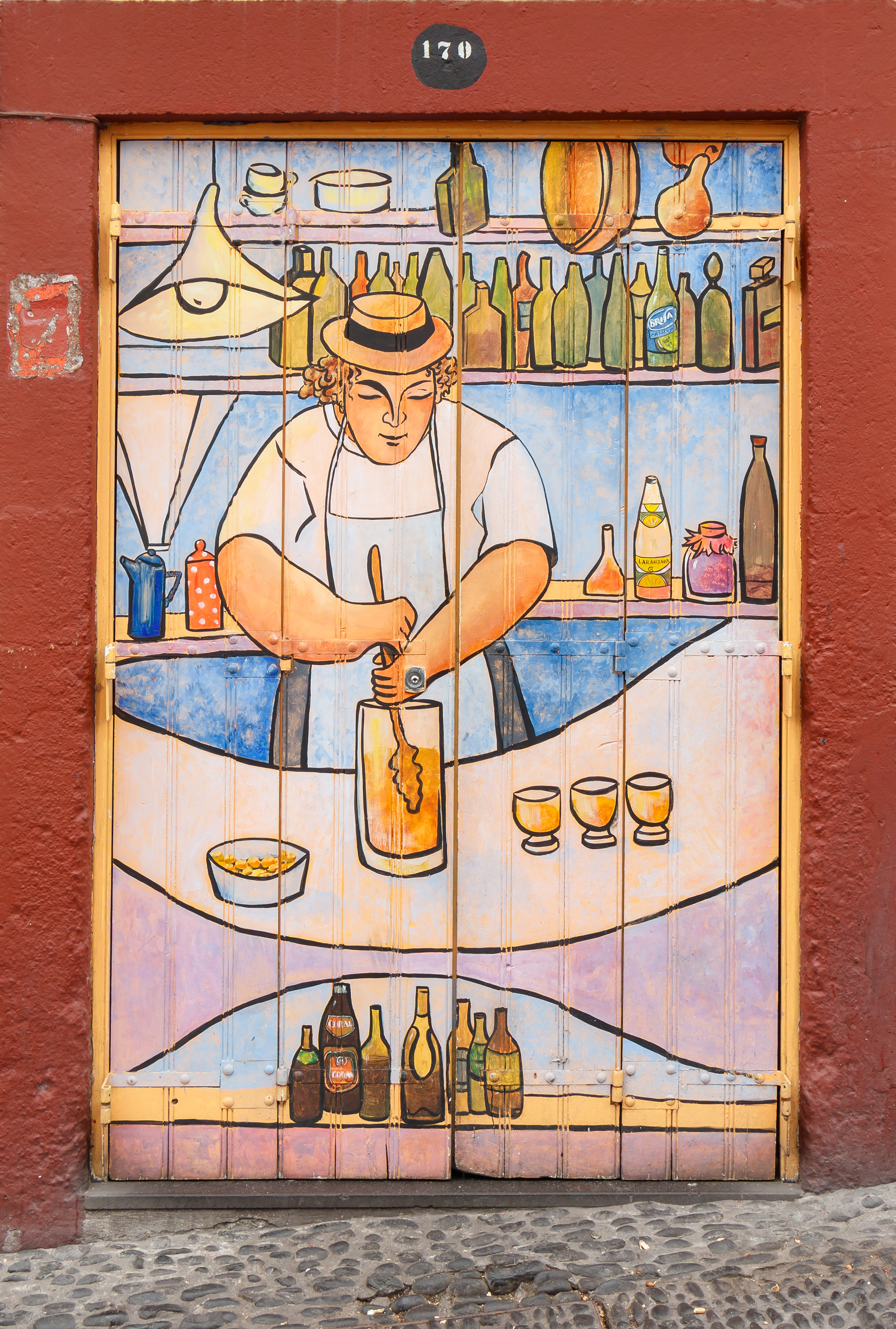
Ponchaproduktion (bemalte Tür, Funchal, Madeira)

 Das Getränk soll seinen Ursprung in den Bemühungen portugiesischer Seefahrer des 16. Jahrhunderts haben, Zitronen als Mittel gegen Skorbut für die langen Seereisen zu konservieren. Dazu wurde der Zitrone der seit Ende des 15. Jahrhunderts auf Madeira produzierte Zuckerrohrbrand zugesetzt. Ähnliche Ansätze verfolgt das Zusetzen von hochprozentigem Alkohol bei Madeirawein oder Portwein.

## Geschützte geografische Herkunftsbezeichnung
Die portugiesische Regierung erteilte im März 2014 der Poncha da Madeira den Status einer geschützten geografischen Herkunftsbezeichnung und regulierte seine Produktion und Vermarktung. Danach darf diese Bezeichnung nur für Produkte von den Inseln Madeira und Porto Santo verwendet werden. Zur Verwendung muss als Alkohol Zuckerrohrbrand aus Madeira verwendet werden. Das Gesamtprodukt muss den auf Madeira traditionellen sensorischen Eigenschaften entsprechen.

## Varianten
Neben dem unter Verwendung von Orangen (Poncha regional) oder Zitronen (Poncha pescador) hergestellten Getränk werden auch Varianten mit Tangerinen- oder Maracujasaft angeboten. Poncha ist auch in Flaschen erhältlich.